# Велике Лашче
Велике Лашче (словен. Velike Lašče) је насеље и управно средиште истоимене општине Велике Лашче, која припада Средњесловенској регији у Републици Словенији.
По последњем попису из 2002. г. насеље Велике Лашче имало је 649 становника.